# Naissance en 1334
Naissance
- 1330
- 1331
- 1332
- 1333
- 1334
- 1335
- 1336
- 1337
- 1338

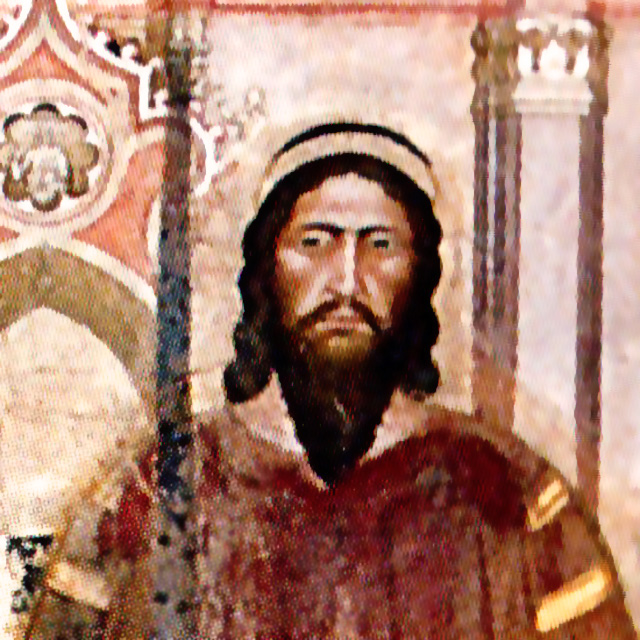
Amédée VI de Savoie, né en 1334.

Cette page dresse une liste de personnalités nées au cours de l'année 1334  :
- 4 janvier: Amédée VI de Savoie,  dit le comte vert, prince souverain du comté de Savoie, duc de Chablais et d'Aoste, marquis en Italie et vicaire général d'Empire.
- 13 janvier: Henri II, roi de Castille.
- 25 mai : Sukō, troisième des prétendants de la Cour du Nord du Japon.
- 30 août : Pierre Ier de Castille, roi de Castille et León.

- An-Nâsir Badr ad-Dîn Abû al-Ma`âlî al-Hasan, sultan mamelouk bahrite d’Égypte.
- Fadrique de Castille, seigneur de Haro, Grand Maître de l'ordre de Santiago.
- Hugues II de Chalon-Arlay, seigneur d'Arlay (Maison de Chalon-Arlay).
- Adolphe III de La Marck, évêque de Münster, puis  archevêque de Cologne, enfin comte de Clèves (sous le nom d'Adolphe Ier) et de La Marck (sous le nom d'Adolphe III).
- Jacques de Guyse, religieux, (Franciscain, cordelier)  devenu historien et chroniqueur.
- Louis II Gonzague de Mantoue, noble italien, troisième capitaine du peuple (capitano del Popolo) de la ville de Mantoue (dans l'actuelle région de Lombardie en Italie).
- Agnès de Navarre, infante de Navarre et comtesse consort du comté de Foix.
- Jean III de Sancerre, comte de Sancerre, seigneur de Charenton, de Saint-Michel-sur-Loire et de Boisgibault, conseiller et chambellan du roi Charles VI.
- Hayam Wuruk, dont le nom de règne est Rajasanagara, roi de Majapahit, un royaume de l'est de Java en Indonésie.
- Carlo Zen, grand amiral de Venise.

date incertaine (vers 1334)
- Jacques Ier de Chypre, ou Jacques Ier de Lusignan, roi de Chypre.

## Crédit d'auteurs
- Cet article est partiellement ou en totalité issu de l'article intitulé « 1334 » (voir la liste des auteurs).